# Петрівка (Білгород-Дністровський район)
Петрі́вка — село Старокозацької сільської громади Білгород-Дністровського району Одеської області в Україні. Населення становить 1031 осіб.

## Історія
Село Петрівка було засноване в 1824 році переселенцями з Курської губернії. Їх нараховувалося 32 родини. За 8-ю ревізією (1835 р.) у селі виявилося 56 родин і 47 бурлаків (неодружених), або 122 чоловіка і 92 жінки. З'ясувалося, що серед них мешкало 28 родин і 25 бурлаків, які не належали до переселенців.
У зв'язку з розширенням Дунайського війська 5 серпня 1836 року уряд передав Петрівку до його складу.

## Населення
Згідно з переписом 1989 року населення села, яке тоді входило до складу Старокозацької сільської ради, становило 1081 особа, з яких 484 чоловіки та 597 жінок.
За переписом населення 2001 року в селі мешкало 1028 осіб.

### Мова
Розподіл населення за рідною мовою за даними перепису 2001 року:
| Мова       | Відсоток |
| ---------- | -------- |
| українська | 91,95 %  |
| російська  | 3,88 %   |
| молдовська | 3,78 %   |
| білоруська | 0,1 %    |
| болгарська | 0,1 %    |
| гагаузька  | 0,1 %    |

## Відомі мешканці

### Народились
- Звягінцев Борис Григорович — виконувач обов'язків голови Одеської обласної державної адміністрації (2006 р.)
- Кройтор Володимир  Андрійович — професор кафедри цивільного права та процесу Харківського національного університету внутрішніх справ, доктор юридичних наук, професор.